# 猿ロック
『猿ロック』（さるロック）は、芹沢直樹による日本の漫画作品。『週刊ヤングマガジン』（講談社）に掲載。単行本は全22巻。また、それを原作とするテレビドラマおよび映画作品。
2018年からは、『ヤングキングBULL』（少年画報社）に移籍し、『猿ロックREBOOT』（さるロック リブート）として連載を再開。さらに2021年からは同誌にて公式スピンオフ『サイトウクロニクル〜ヘヴンズクロウ風雲立志〜』が連載中。

## あらすじ
鍵屋「猿丸ロックサービス」の一人息子・猿丸耶太郎（サル）は「俺に開けられない鍵は無い」と豪語する自称ピッキングの天才。その特技と人柄のせいで様々な事件などに巻き込まれてゆく。

## 登場人物

### 都立渋谷西高校
渋谷にある、通称童貞高校。男子比率が80%で尚且つ童貞率が高い。サルのクラスには、決して見栄を張ってはいけない「童貞マップ」がある。
猿丸耶太郎（さるまる やたろう）演 - 市原隼人 / 幼少 - 福西龍輝
主人公、通称サル。元2年B組。猿丸ロックサービス店の一人息子でピッキングの腕は一流。
山本健児（やまもと けんじ）演 - 渡部豪太 / 幼少 - 下田翔大
準主人公、サルの悪友。チェリーボーイズ。レンタルビデオ屋の息子で裏ルートなどを持っている。肥満体型。かつてバスケットボール部に所属していたせいか、動作が機敏。運動神経はかなり良い。高校卒業後は情報系専門学校へ行き、将来はアダルトビデオの監督になるのが夢。
金子（かねこ）
渋谷西高の番長。猿丸より1歳上だが、留年した。ゲイと噂されている。HEAVEN'S CROWの下っ端。
尾形哲平（おがた てっぺい）
チェリーボーイズ。趣味はギャンブル。マユミのことが好き。短小で包茎でインキンで音痴。
田宮満（たみや みつる）
チェリーボーイズ。秋葉系で鉄道オタクで秀才で博学。
黒田（くろだ）
チェリーボーイズ。ソバカスが多い。
近藤達也（こんどう たつや）
サルのクラスメートで、野球部のエース。高校2年の夏に朝子に告白され、暑さのせいで正気を失い、彼女を襲った。以来。朝子に童貞を捧げたことを死ぬほど後悔している。
山木（やまき）
サルのクラスメート。童貞マップに、間違えて山本のところに×印を付けて騒動を巻き起こした。安ソープで40歳過ぎのオバチャンに童貞を奪われた。
森朝子（もり あさこ）
近藤の彼女。山本以上の馬力を秘めた肥満。（近藤と付き合い始めた頃は今よりはまだ少し痩せていた、らしい）
北島京子（きたじま きょうこ）
渋谷西高の美人女子高生。サルたちより1年後輩。近藤の事が好きで、写真などを山本に頼んでいた。
坂下（さかした）
サルのクラスメート。存在感がない。

### HEAVEN'S CROW
渋谷で勢力をもつチーム。暴力団でさえ一目置く集団。結成当初はドラッグや喧嘩に明け暮れていたようだった。

#### 4羽のカラス
サイトウ
HEAVEN'S CROW のリーダー。人望が厚く、チームメイトから信頼されている。律子の事が好きでアタックするものの、叶わなかった。クルマのディーラーなどもやっている。元渋谷西高の生徒で2年の時に問題を起こして退学。愛車はシボレー・インパラのコンバーチブル。非常に喧嘩が強く、渋谷ではNo.1。太田への復讐は、ジンを止めただけなので保護観察処分を受けた。
哲郎（てつろう）
HEAVEN'S CROW の副リーダー。無口でクール。サイトウの右腕的存在で、高校に入学当初は仲間がやられた為サイトウと対立していた。喧嘩ではお互いに互角に渡り合うも敗れた。クルマはハマーH１に乗っている。
陣野（じんの）
HEAVEN'S CROW の創立者。通称ジン。サイトウとともに、美咲を傷つけた太田に復讐する。実刑判決を受け少年刑務所に送られた。入所中にサイトウが美咲と付き合っているという噂を聞き、サイトウへの復讐を決意するが…
マサ
15巻までは顔が明かされていなかった。孤児で、生まれてすぐにデパートのトイレに捨てられた。自分のような人間が生まれることを無くしたくて、性的犯罪を行っている者を徹底的につぶしていった。18歳になると、爆弾に触れられるからと自衛隊に入隊。その後、渋谷で暴れている集団があると聞きサイトウたちの前に現われる。爆発物を持っていたとして少年刑務所入所。入所中にサイトウへの復讐に燃えるジンに力を貸すと約束するが…

#### VANQUISH
リョータ
リーダー。メインボーカル。
ハル
DJ。
レンジ
ボーカル。

### 私立蒼涼女子学院高校
水原律子（みずはら りつこ）演 -  芦名星 / 幼少 - 奈良木未羽
ヒロイン、煙草屋の娘。サルとは幼馴染で、彼の事が好き。気が強く、時には事件に巻き込まれる。物語当初はアリスとして睡眠薬の仲介販売を行っていた。
桜井アヤ（さくらい アヤ）演 - 石橋杏奈
私立蒼涼女子学院高校の生徒。
松永佑子（まつなが ゆうこ）演 - 月船さらら
私立蒼涼女子学院高校の教師。巨乳。

### 遠藤女子学園高校
処女率10％以下と噂されている、エッチ好きで有名な女子高。通称遠高（エンコー）。
浜田マユミ（はまだ マユミ）
中学時代はレディースの総長であり、「デビルマユミ」と恐れられていた。じょじょにSっ気が強くなっていく。
琴美（コトミ）
合コンで知り合った満と仲良くなり、好意を持っている。巨乳。

### その他の人々
山田次郎（やまだ じろう）演 - 高岡蒼甫 / 幼少 - 内田陸斗
渋谷西五番街交番の巡査。勤務中にラブホテルに行ったり、イメクラやキャバクラなどに潜入捜査と称して遊びに行く。
猿丸大二郎（さるまる だいじろう）演 - 粟根まこと
耶太郎の父親。ギャンブル好きであり、それ目当てで北海道まで行った。
福音由紀子（ふくね ゆきこ）
新人グラビアアイドル。通称ユッキー。元彼に弱みを握られていたが、サルに助けてもらい解決した。
中嶋恵（なかじま めぐみ）
耶太郎の従兄弟。都内の私立音楽系高校に受験をしに上京したが、受けずに夜遊びをして事件に巻き込まれる。
千葉優子（ちば ゆうこ）
グラビアアイドル。通称チバユウ。サイトウと友達。（自称）18歳、本当は20歳。天然で自分を売っている。

## 書誌情報
- 芹沢直樹 『猿ロック』 講談社〈ヤンマガKC〉、全22巻
  1. 2003年12月19日発売、ISBN 4-06-361186-8
  2. 2004年4月1日発売、ISBN 4-06-361215-5
  3. 2004年7月1日発売、ISBN 4-06-361256-2
  4. 2004年10月1日発売、ISBN 4-06-361277-5
  5. 2004年12月22日発売、ISBN 4-06-361297-X
  6. 2005年4月26日発売、ISBN 4-06-361328-3
  7. 2005年8月1日発売、ISBN 4-06-361360-7
  8. 2005年12月26日発売、ISBN 4-06-361397-6
  9. 2006年4月3日発売、ISBN 4-06-361434-4
  10. 2006年7月3日発売、ISBN 4-06-361455-7
  11. 2006年11月1日発売、ISBN 4-06-361491-3
  12. 2007年3月1日発売、ISBN 978-4-06-361531-9
  13. 2007年6月1日発売、ISBN 978-4-06-361567-8
  14. 2007年9月3日発売、ISBN 978-4-06-361585-2
  15. 2007年12月6日発売、ISBN 978-4-06-361621-7
  16. 2008年3月6日発売、ISBN 978-4-06-361646-0
  17. 2008年6月6日発売、ISBN 978-4-06-361672-9
  18. 2008年9月5日発売、ISBN 978-4-06-361711-5
  19. 2008年12月5日発売、ISBN 978-4-06-361735-1
  20. 2009年3月6日発売、ISBN 978-4-06-361759-7
  21. 2009年7月6日発売、ISBN 978-4-06-361799-3
  22. 2009年12月26日発売、ISBN 978-4-06-361848-8
- 芹沢直樹 『猿ロックREBOOT』 少年画報社〈ヤングキングコミックス〉、既刊9巻（2025年3月17日現在）
  1. 2019年4月4日発売、ISBN 978-4-7859-6412-2
  2. 2019年10月18日発売、ISBN 978-4-7859-6541-9
  3. 2020年5月11日発売、ISBN 978-4-7859-6668-3
  4. 2020年11月30日発売、ISBN 978-4-7859-6808-3
  5. 2022年4月25日発売、ISBN 978-4-7859-7127-4
  6. 2022年9月26日発売、ISBN 978-4-7859-7238-7
  7. 2023年4月24日発売、ISBN 978-4-7859-7377-3
  8. 2023年12月25日発売、ISBN 978-4-7859-7567-8
  9. 2025年3月17日発売、ISBN 978-4-7859-7890-7
- 芹沢直樹 『サイトウクロニクル〜ヘヴンズクロウ風雲立志〜』 少年画報社〈ヤングキングコミックス〉、既刊1巻（2021年9月13日現在）
  1. 2021年9月13日発売、ISBN 978-4-7859-6990-5

## テレビドラマ
2009年7月23日から同年10月15日まで読売テレビ制作・日本テレビ系列の木曜ナイトドラマ枠（毎週木曜23:58 - 24:38）で放送された。全13話。
木曜ナイトドラマ枠としての今作の特徴は、3ヶ月を通した連続ストーリーだった『夢をかなえるゾウ』や一話完結形式だった『リセット』『LOVE GAME』とは異なり、1つのエピソードを複数回にわたって放送する形式となっている。そのため、チーフとなる演出家を置かず、それぞれのエピソードを5人の監督が演出する形を取っている。なお話数は「Episode○ - △」と表記されている。
キャッチコピーは、「今度のヒーローは、スゲー!バカ」。
原作では高校生だった猿丸・山本・リツコの年齢が20歳である。「猿丸ロックサービス」のある鶴亀商店街の町内会が舞台でもある（そのため、原作ではレンタルビデオ屋だった山本の実家が寝具店である）。

### ゲスト
Episode1
- エリ - 中村ゆり
- ヒロユキ - 加部亜門
- 三島 - 米村亮太朗
- 三島の部下・大平 - 山本光二郎
- 三島の部下・小野 - 宮平安春
- 三島の部下・酒井 - 鈴木雄貴
- デートクラブの女性 - 塩山みさこ（1-1）、春矢つばさ（1-1）
- マンションの開錠依頼客 - 水崎綾女（1-1）
- 開錠依頼客の同棲相手 - 中村靖日（1-1）
- 麻己 - 明日果（1-1）
- アダルトビデオの女優 - 成田愛（1-1）
- 車のキーをインロックしてしまった女性 - 野崎萌香（1-2）
- ヒロユキの父親 - 小柳心（1-2）

Episode2
- ミキ - 黒川智花
- カオリ - 平田薫
- キョウコ - 涌澤未来
- エミリ - 清宮佑美
- ミキたちの仲間 - Erina、渡辺万美
- 高瀬 - 平方元基
- 上原 - 三浦悠
- 警察官 - 土井よしお（2-1・2-2）
- 三田 - 竹財輝之助

Episode3
- 音楽教師・本山 - 河野まさと
- 美術教師・木村 - 津田健次郎（3-1・3-2）
- 真理 - 真野梨紗
- バスケ部員 - 斉藤リナ、松尾寧夏、猪股志織、森脇佳寿子
- 妄想の女教師 - 手島優（3-1）
- アパートの開錠依頼客 - 折原夕（3-1）
- 抱き枕のグラビアアイドル - 愛衣（写真のみ、3-1）
- 三島 - 米村亮太朗（3-2）
- 三島の部下・大平 - 山本光二郎（3-2）
- 三島の部下・小野 - 宮平安春（3-2）
- 三島の部下・酒井 - 鈴木雄貴（3-2）
- 保健室の先生 - 手嶋智子（3-2）
- 女子寮の生徒 - 岡安夏菜（3-2）、桑江咲菜（3-2）
- 女子生徒 - 池田光咲（3-2）
- 盗撮の被害者 - 西崎真央（3-3）

Episode4
- 西山みなみ - みさきゆう
- 浜中フルーツの店主 - 諏訪太朗
- 合田 - 須永慶（4-1）
- 合田光子 - 芦沢孝子
- 警備員 - 神威杏次
- 刑事 - 山中聡、中村元気、山口勝弘、西村壮悟
- ゆり - 建みさと（4-1）
- 真奈美 - 中沢純子（4-1）
- 警官 - 岡部尚
- AV男優 - 杉江謙介（4-1）
- 竹下米穀店の店主 - 内藤トモヤ（4-1）
- 三島 - 米村亮太朗（4-2）
- 三島の部下・大平 - 山本光二郎（4-2）
- 三島の部下・小野 - 宮平安春（4-2）
- 三島の部下・酒井 - 鈴木雄貴（4-2）

Episode 5
- 松藤龍平 - 黄川田将也
- エリ - 中村ゆり（5-1）
- 刑事 - 山中聡、岩瀬亮（5-2）
- インストラクター - 山崎真実（5-1）、小飯塚貴世江（5-1）
- 警察官 - 土井よしお（5-1）
- 高校生 - 菅野篤海（現 : 篤海）（5-1・5-2）、福田雄也（5-1・5-2）、村上一志（5-1・5-2）
- トランクに閉じ込められた高校生 - 猪野広樹（5-1）
- 医師 - 吉田晋一（5-1）
- 深田りえ - 森下千里（5-2）
- 藤本愛 - 柳沢なな（5-2）
- 草野ふみえ - 津乃村真子（5-2・5-3）
- 上田双葉 - 三波知紗
- 今田典子 - 山下裕子（5-2）
- 北村春夫 - 少路勇介（5-1・5-2）
- 東秋彦 - 本多力（5-1・5-2）
- 西谷夏樹 - 渡辺敬介（ぼれろ、5-1・5-2）
- 勝又 - 斎藤歩（5-2・5-3）
- 井上総合病院の警備員 - 坂本直季（5-2）
- チンピラ - 杉江謙介（5-2・5-3）、宮良洋平（5-2・5-3）
- 三島 - 米村亮太朗（5-3）
- 三島の部下・小野 - 宮平安春（5-3）
- 三島の部下・酒井 - 鈴木雄貴（5-3）
- 西山みなみ - みさきゆう（5-3）

### サブタイトル
| Episode | # | 放送日         | サブタイトル     | 演出     |
| ------- | - | -------------- | ---------------- | -------- |
| 1       | 1 | 2009年7月23日  | Hでおバカな夏    | 前田哲   |
| 1       | 2 | 2009年7月30日  | カギ開け危機一髪 | 前田哲   |
| 2       | 1 | 2009年8月6日   | 水着ギャルと青春 | 七高剛   |
| 2       | 2 | 2009年8月13日  | 死んでも助ける!  | 七高剛   |
| 2       | 3 | 2009年8月20日  | ワナに落ちた純情 | 七高剛   |
| 3       | 1 | 2009年8月27日  | 恐怖女子高の怪談 | 塚本連平 |
| 3       | 2 | 2009年9月3日   | 狙われた女子高生 | 塚本連平 |
| 3       | 3 | 2009年9月10日  | 盗撮の謎を追え!  | 塚本連平 |
| 4       | 1 | 2009年9月17日  | 完全犯罪を破れ!  | 松川崇史 |
| 4       | 2 | 2009年9月24日  | 決着! 悪魔の選択 | 松川崇史 |
| 5       | 1 | 2009年10月2日  | ワナに落ちたサル | 遠藤光貴 |
| 5       | 2 | 2009年10月9日  | いん乱ナース登場 | 遠藤光貴 |
| 5       | 3 | 2009年10月15日 | 船内爆破10秒前!  | 遠藤光貴 |

- Episode1-1の視聴率が木曜ナイトドラマ枠では最高値となった。だが、その反面、平均視聴率は同枠では最低値となった（それまでは共に『夢をかなえるゾウ』の7.1%（最高値）、4.67%（平均）であった）。
- Episode2の演出・七高剛の表記が、エンディングクレジットでは「七高GO」「7高剛」「シチタカ ゴー」となっている。
- Episode5-1は、『秘密のケンミンSHOW 秋の超特大カミングアウト豊作祭り!』放送のため、14分遅延の金曜0:12開始。
- Episode5-2は、『ぐるぐるナインティナイン 驚き中華大連発ゴチ! 非常事態スペシャル!!』放送のため、21分遅延の金曜0:19開始。

### スタッフ
- 原作 - 芹沢直樹（講談社「週刊ヤングマガジン」連載中）
- 脚本 - 福田雄一
- 音楽 - 吉岡聖治
- チーフプロデューサー - 堀口良則、安藤親広（ROBOT）
- プロデューサー - 尼子大介（ytv）、東海林秀文（オー・エル・エム）
- 演出 - 前田哲、七高剛、塚本連平、松川崇史、遠藤光貴
- 協力 - バスク、TAC、日本鍵師協会、オー・エル・エム
- 企画協力 - SDP
- 制作プロダクション - ROBOT
- 制作著作 - ytv

### 主題歌
- mihimaru GT ｢アン♥ロック」（ユニバーサルミュージック）

### スピンアウトドラマ「隠し金庫と三小悪人」
Episode1に登場したデートクラブのチンピラたちが、猿丸から隠し金庫を守るために奮闘するドラマ。公式携帯サイト会員限定無料配信（ただし#01のみ、公式サイトでも無料配信）。

#### キャスト
- 三島の部下・大平 - 山本光二郎
- 三島の部下・小野 - 宮平安春
- 三島の部下・酒井 - 鈴木雄貴

#### サブタイトル
| #  | サブタイトル         |
| -- | -------------------- |
| 01 | 隠し金庫は何処に     |
| 02 | ラブレターと三小悪人 |
| 03 | 最強男は誰だ         |

### その他
- 本編終了後にエスエス製薬のドリンク剤・エスカップ、磁気健康グッズ・コラントッテ、DVD『24 -TWENTY FOUR- シーズン7』とのコラボレーションCMが放送された。
- 本編中に出現するQRコードにアクセスすると、待ち受け画像を入手することができる（出現シーン・待ち受け画像は毎回異なる）。また公式サイトで特殊な操作を行うと、秘密のページにアクセスすることができる。

| 読売テレビ 木曜ナイトドラマ           | 読売テレビ 木曜ナイトドラマ           | 読売テレビ 木曜ナイトドラマ                                                   |
| 前番組                                | 番組名                                | 次番組                                                                        |
| ------------------------------------- | ------------------------------------- | ----------------------------------------------------------------------------- |
| LOVE GAME （2009年4月23日 - 7月16日） | 猿ロック （2009年7月23日 - 10月15日） | 傍聴マニア09 〜裁判長!ここは懲役4年でどうすか〜 （2009年10月23日 - 12月25日） |

## 映画
『猿ロック THE MOVIE（さるロック ザ・ムービー）』は、2010年2月27日に公開された日本映画。木曜ナイトドラマ枠の作品では初の映画化となる。メインキャストはテレビドラマと同じだが、高岡蒼甫演じる山田は巡査から刑事に昇進している。
キャッチコピーは「鍵を開けたら指名手配!? 史上最悪の逃走劇が今、始まる!」。

### 映画版からのキャスト
- 篠崎マユミ - 比嘉愛未
- 水樹瑛子 - 小西真奈美
- 岩木 - 和田聰宏
- 藤山 - 光石研
- 金井 - 西村雅彦
- 小笠原 - 國村隼

### スタッフ
- 監督：前田哲
- 脚本：長谷川隆
- 音楽：吉岡聖治
- エグゼクティブプロデューサー：細野義朗
- 製作：西川孝、丸山公夫、堀越徹、吉鶴義光、阿部秀司、喜多埜裕明、大宮敏靖
- プロデューサー：安藤親広、堀口良則、東海林英文
- ラインプロデューサー：安田邦弘
- 制作プロダクション：ROBOT
- 製作：「猿ロック」製作委員会（S・D・P、博報堂DYメディアパートナーズ、讀賣テレビ放送、日本テレビ放送網、ツイン、ROBOT、Yahoo! JAPAN、TSUTAYAグループ）
- 配給：S・D・P / ショウゲート
- 企画：S・D・P

### 主題歌
- mihimaru GT 「Love Letter」（ユニバーサルミュージック）

### エンディングテーマ
- mihimaru GT 「道しるべ」（ユニバーサルミュージック）

### トピックス
- 2010年2月20日、渋谷109スクエアにて本映画のPRイベントが行われたが、わずか2分で中止になるという事態が起きた。イベント開催については主催者側が事前に渋谷警察署と相談し、混乱を避けるため事前に告知されておらず、イベントが開始され市原と芦名がステージに登場すると、歩行者が殺到したため、すぐさま危険と判断し、中止を決定したもの[3][4]。
- 2010年2月27 - 28日の興行通信社調べの映画観客動員ランキングで初登場第4位となっている。